# Teoria sprawiedliwości Rawlsa

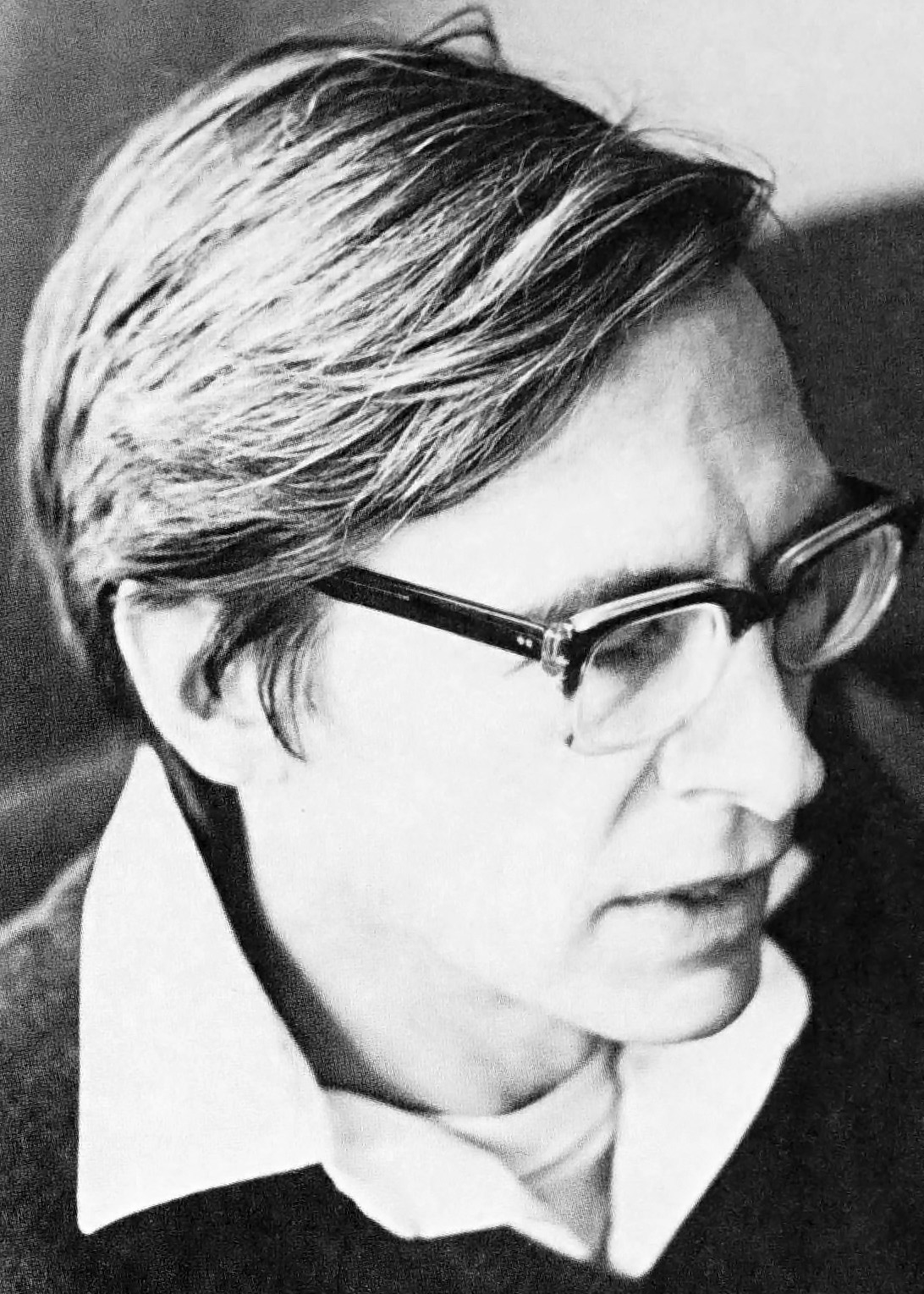
John Rawls w 1971.

Teoria sprawiedliwości Rawlsa – filozoficzna i polityczna doktryna umowy społecznej autorstwa Johna Rawlsa podejmująca systematyczną analizę podstawowych zasad, według których ma być zorganizowane sprawiedliwe społeczeństwo.

## Kontekst historyczny
Do czasu opublikowania prac Rawlsa (szczególnie „Teorii sprawiedliwości” z 1971) w filozofii politycznej i moralnej dominował utylitaryzm, który podchodził do sprawiedliwości w sposób bardzo uproszczony. Sprawiedliwość społeczna oznaczała maksymalizację sumy indywidualnej użyteczności. Rawls tworzył swą koncepcję w opozycji do tego podejścia, a także w opozycji do dominujących w ówczesnym amerykańskim liberalizmie koncepcji państwa dobrobytu. Obok utylitaryzmu popularna w ówczesnej etyce była ogólna refleksja oparta na nieuporządkowanych, często sprzecznych i niedostatecznie uzasadnianych zasadach. Ten typ refleksji etycznej Rawls nazwał zbiorczo „intuicjonizmem”. Jego teoria była tworzona w opozycji do tych dwóch nurtów etycznych.

## Powstanie i rozwój

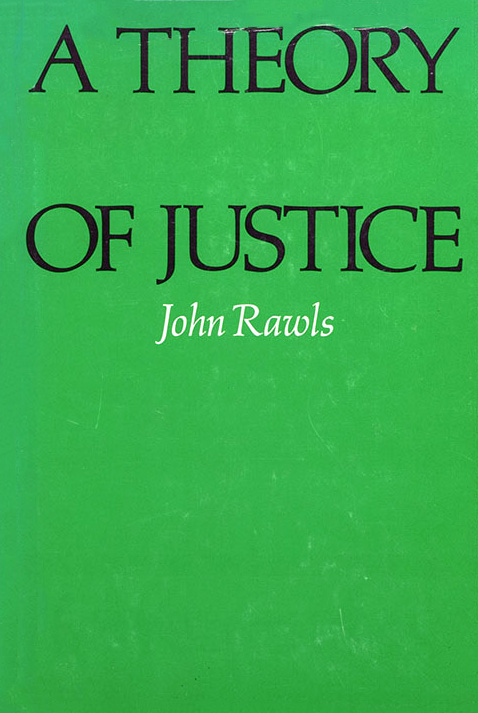
„A Theory of Justice” – okładka pierwszego wydania (1971).

Rawls rozwijał swoją teorię sprawiedliwości w kilku etapach. Pierwszym artykułem był Justice as Fairness opublikowany w The Philosophical Review w 1958, w którym wprowadził ważną dla jego teorii sprawiedliwości ideę sprawiedliwości jako bezstronności (fairness). W publikowanych w kolejnych latach artykułach rozwijał tę ideę: The Sense of Justice (1963), Constitutional Liberty and the Concept of Justice (1963), Distributive Justice (1967), Distributive Justice: Some Addenda (1968), The Justification of Civil Disobedience (1969).
W 1971 ukazała się główna praca prezentująca całą teorię: traktat Teoria sprawiedliwości. W 1999 ukazało się jej poprawione i uaktualnione wydanie, a także Collected Papers zbierające teksty rozproszone. Podsumowaniem trzech dekad dyskusji był artykuł: Justice as Fairness: A Restatement (2001).

## Struktura podstawowa społeczeństwa
Teoria sprawiedliwości Rawlsa (a za nią inne teorie sprawiedliwości) odnosi się do struktury podstawowej społeczeństwa (a nie działań ludzi czy pojedynczych instytucji). Jest więc koncepcją społecznej sprawiedliwości dystrybutywnej.
Struktura podstawowa jest układem zasadniczych instytucji politycznych, społecznych i gospodarczych w danym społeczeństwie. Struktura podstawowa określa warunki życia i oczekiwania jednostek ludzkich w społeczeństwie. John Rawls definiuje ją jako „sposób, w jaki główne instytucje społeczne dystrybuują podstawowe prawa i obowiązki oraz określają podział korzyści płynących ze społecznej kooperacji”. Struktura podstawowa odpowiada w dużej mierze tradycyjnie wyróżnianej w liberalizmie sferze publicznej (która odróżnia się od sfery prywatnej).
Społeczeństwa mogą podejmować decyzje dotyczące kształtu struktury podstawowej i zasad, jakie nią rządzą. Podstawowym celem teorii sprawiedliwości jest wskazanie, jaka postać tej struktury jest najwłaściwsza ze względu na sprawiedliwość.

## Metoda
Punktem wyjścia Rawlsa było stworzenie teorii sprawiedliwości, która nie odwołuje się do podstaw będących przedmiotem sporów moralnych. Podstawy teorii miały być określone jako neutralna procedura, co do której wszyscy uczestnicy się zgodzą i na końcu której uzyska się odpowiedź na pytanie o najbardziej sprawiedliwe instytucje.
Podmioty przystępujące do wybierania teorii sprawiedliwości dysponują pewnymi intuicjami moralnymi, będącego pewnym „zmysłem sprawiedliwości”. Aby wybrać, która z tych koncepcji sprawiedliwości jest właściwa, trzeba te ogólne sądy moralne skonkretyzować i zestawić ze sobą, tak by wybrać najlepszy z nich. Zestawiając różne poglądy na sprawiedliwość, należy, w przypadku konfliktu lub sprzeczności, odrzucić sądy gorzej uzasadnione. Taka procedura wyboru zestawu najlepiej uzasadnionych, niesprzecznych sądów moralnych pozwala osiągnąć stan „refleksyjnej równowagi” (reflexive equilibrium), który oznacza zgodność pomiędzy intuicjami moralnymi podmiotów oraz zasadami, które są uznawane w danej koncepcji sprawiedliwości. Jest to stan osiągany poprzez refleksyjną ocenę intuicji moralnych i zachowanie tych, które sprawdzą się w szeregu analizowanych przypadków. Zdaniem Rawlsa jego teoria sprawiedliwości prezentuje taki stan refleksyjnej równowagi, co do którego mogą się zgodzić wszelkie rozumne podmioty.

## Sytuacja początkowa
Podobnie jak w innych teoriach kontraktualistycznych, John Rawls rozpoczyna prezentację teorii sprawiedliwości od opisania sytuacji początkowej, w której znajdują się abstrakcyjne podmioty podejmujące decyzje o kształcie podstawowych instytucji społeczeństw. Aby opisać tę sytuację, Rawls odwołuje się do wymyślonego przez siebie eksperymentu myślowego nazywanego „zasłoną niewiedzy” (veil of ignorance).
Zgodnie z nim jednostki znajdujące się w nim nie dysponują takimi informacjami jak:
- obecne i przyszłe miejsce w społeczeństwie, z uwzględnieniem statusu społecznego,
- posiadany majątek, a także wrodzone zdolności, takie jak inteligencja, uroda itd.,
- postawa jednostki wobec ryzyka,
- inne okoliczności (wiek, sytuacja polityczna itp.).

Według Rawlsa spełnienie tych założeń prowadziłoby do wprowadzenia zasad sprawiedliwych dla wszystkich. Jeżeli jednostka nie zdaje sobie sprawy, w jakiej pozycji skończy w ustalanym przez siebie ładzie społecznym, będzie starała się ustalać bezstronne zasady dla tego społeczeństwa, nie nakierowane na jej potencjalne interesy czy koncepcje dobra. Nie będzie więc dążyła do uprzywilejowania jakiejkolwiek grupy społecznej, lecz skupi się na stworzeniu systemu sprawiedliwego dla wszystkich.

## Dobra podstawowe
Dobra podstawowe to dobra, które są ważne dla ludzi niezależnie od innych dóbr oraz niezależnie od ich planów życiowych. Tylko niektóre z tych dóbr podlegają rozdzielaniu (dystrybucji) zgodnie z zasadami sprawiedliwości. Koncepcja dóbr podstawowych została zmieniona i rozwinięta w poprawionej edycji „Teorii sprawiedliwości” i w późniejszych artykułach.
Dobra podstawowe dzielą się na:
1. podstawowe dobra naturalne. Nie podlegają rozdzielaniu zgodnie z teorią sprawiedliwości. Są to np. zdrowie, inteligencja, talenty, budowa ciała, wyobraźnia;
2. podstawowe dobra społeczne, będące głównym przedmiotem rozdzielania w teorii sprawiedliwości. Należą do nich prawa i wolności, władza, możliwości, dochody i bogactwo;
3. szacunek do samego siebie, nie będący bezpośrednim przedmiotem rozdzielania, ale zależny od podstawowych dóbr społecznych.

## Podstawowe zasady sprawiedliwości

Zasada dyferencji
Na osiach wykresu oznaczono użyteczności człowieka A i B. Od punktu 0 do punktu a zasada dyferencji jest spełniona. Nierówność społeczną pomiędzy A i B oznacza odległość pomiędzy prostą o nachyleniu 45° a krzywą P. Punkt a jest również maksimum funkcji dobrobytu społecznego Rawlsa.

System sprawiedliwy dla wszystkich zdaniem Rawlsa będzie opierał się na dwóch podstawowych zasadach sprawiedliwości, z czego druga składa się z dwóch elementów:
1. Zasada wolności[21]: „Każda osoba powinna mieć równe prawo do jak najszerszego całościowego systemu równych podstawowych wolności, dającego się pogodzić z podobnym systemem dla wszystkich”[22],
2. „Nierówności społeczne i ekonomiczne mają być tak ułożone...
a) aby były z jak największą korzyścią dla najbardziej upośledzonych”[23] [zasada dyferencji][20].
b) aby były związane z dostępnością do urzędów i stanowisk dla wszystkich, w warunkach autentycznej równości szans”[23] [zasada równości szans].

Pierwsza część drugiej zasady sprawiedliwości znana jest jako zasada dyferencji. Zgodnie z nią wszelkie odejścia od zasady równości mają uzasadnienie jedynie w przypadku, gdy wiążą się z korzyścią dla jednostek znajdujących się w najgorszym położeniu. Jest ona wykorzystywana także poza ścisłym kontekstem teorii sprawiedliwości Rawlsa – jako generalna dyrektywa np. polityk społecznych czy gospodarczych.

## Wspólnota polityczna
Zorganizowanie struktury podstawowej społeczeństw zgodnie z powyższymi zasadami sprawiedliwości zapewnić ma legitymizację władzy i prawa i stanowić stabilną podstawę wzajemnych relacji między obywatelami. Jednocześnie ma też zapewniać zachowanie istotnych różnic indywidualnych i grupowych (pluralizm społeczny i polityczny), pozwalających na realizacje różnych projektów życiowych i tożsamości. Ma być też podstawą stabilnego i zrównoważonego rozwoju. Zorganizowanie sfery publicznej wokół sprawiedliwości jako bezstronności ma redukować konflikty i zapewniać pokojowe współistnienie różnych interesów.

## Recepcja i krytyka
Koncepcja sprawiedliwości Rawlsa ożywiła skostniałą filozofię polityczną, otwierając dla niej nową tematykę i pokazując, że takie tradycyjne problemy jak sprawiedliwość mogą być ujmowane w nowatorski sposób.
Wraz z pracą Rawlsa sprawiedliwość stała się głównym problemem filozofii politycznej, zasadniczo zmienił się jednak kierunek filozoficznej refleksji nad nią, zajmując się nie kwestiami istoty sprawiedliwości, lecz raczej tym, jak projektować i reformować instytucje, tak, by były sprawiedliwe.
W odpowiedzi na Rawlsowską teorię sprawiedliwości powstało kilka odmiennych teorii sprawiedliwości, opierających się na innych zasadach, metodach opracowania czy intuicjach moralnych. Dyskusje wokół tych teorii stanowią do dzisiaj istotną część filozofii polityki. Praca Rawlsa nadała też ton pozostałym pracom z tego nurtu. Wiele z nich miało charakter proceduralny, oraz przyjmowało jako metodę eksperymenty myślowe, analizę poszczególnych przypadków oraz modelowanie.

Najszerzej dyskutowanymi innymi teoriami sprawiedliwości polemicznymi wobec teorii Rawlsa są:
- teoria legalistyczna Roberta Nozicka zaprezentowana w książce Anarchia, państwo, utopia (1974)[29];
- perspektywa zdolności Amartyi Sena[30].

Dyskusje wokół prac Rawlsa są bardzo obszerne i wobec jego teorii sprawiedliwości wysunięto wiele uwag krytycznych, m.in.:
- zarzut wewnętrzny odnosi się do tego, że z przyjmowanych przez Rawlsa przesłanek niekoniecznie wynikają jego wnioski (zasady sprawiedliwości). Taki zarzut wysuwany jest np. wobec Rawlsowskiej zasady dyferencji[27];
- Rawls nie docenia różnorodności w stosunku ludzi do ryzyka i minimalizuje tę skłonność u podmiotów w sytuacji początkowej[31].
- niektóre krytyki feministyczne zwracają uwagę na niedostrzeganie przez Rawlsa znaczenia różnicy płciowej i podziału pracy ze względu na płeć. Płeć jest jedną z cech pozostającą za zasłoną niewiedzy, przez co sprawiedliwość jako bezstronność jest ślepa na utrwalone struktury dominacji płciowej i nie nadaje się na uzasadnienie aktywizmu władzy w jej znoszeniu, np. w postaci akcji afirmatywnej[32].
- ponieważ koncepcja Rawlsa opiera się na rozdzieleniu sfery prywatnej i publicznej, nie nadaje się do oceny sprawiedliwości w życiu prywatnym. Jak wskazuje natomiast feminizm drugiej fali, prywatność także należy do obszaru polityczności (hasło „prywatne jest polityczne”)[33].
- w opozycji do teorii sprawiedliwości Rawlsa powstał komunitaryzm, zarzucający Rawlsowi zbyt abstrakcyjne i indywidualistyczne ujmowanie sprawiedliwości, celów życiowych i tożsamości jednostek. Komunitaryści wskazywali, że moralność (w tym zasady sprawiedliwości) oraz tożsamości są osadzone w konkretnych wspólnotach kulturowych i pozbawianie ich tego wymiaru jest błędem[34].